# Shinhŭng sa
Shinhŭng sa – jeden z najstarszych klasztorów koreańskich. Spotyka się także nazwę Sinhŭng sa.

## Historia klasztoru
Klasztor został założony przez Chajanga w 652 roku. W pewnym momencie Chajang, przebywający w stolicy Kyongju, poczuł, że oddalił się od swoich ideałów z wcześniejszych czasów. Opuścił więc stolicę i rozpoczął podróż na górę Odae, spodziewając się spotkać Mańdziuśriego. Po drodze zatrzymał się na górze Sŏrak i zbudował mały klasztor, który nosił nazwę Hyangsŏng.
W kilkadziesiąt lat później Ŭisang rozbudował klasztor równocześnie przenosząc go na dzisiejsze miejsce i zmieniając jego nazwę w 701 r. na Sŏnjong sa.
Jak wiele koreańskich klasztorów, tak i ten został zniszczony w czasie japońskiej inwazji w 1592 r. Po odbudowaniu uległ w 1642 r. spaleniu. W 1647 r. został ponownie odbudowany i nadano mu wtedy obecną nazwę.
W ciągu wielu lat istnienia tego klasztoru praktykowało w nim wielu wybitnych mnichów. Dziś jest w klasztorze mały budynek dla mnichów praktykujących medytację. 
Klasztor obecnie znajduje się Narodowym Parku góry Sŏrak. Jest uważany za najstarszy klasztor sŏn (zen) na świecie.
Jest klasztorem parafialnym, który zarządza 35 innymi klasztorami.

## Budda
W klasztorze znajduje się duży posąg Wielkiego Buddy Zjednoczenia (T'ongil Daebul), reprezentującego dążenia ludzi do zjednoczenia kraju. Mierzy on 14,6 metra wysokości i waży 108 ton. Znajduje się na piedestale o wysokości 4,3 metra. Tak więc w całości monument ten ma 18,9 metra wysokości. Piedestał obramowany jest 16 reliefami.
Budda siedzi w pozycji medytacyjnej w pozie "oświeconego". Oczy są wpół przymknięte a usta układają się w delikatny uśmiech. Wnętrze posągu jest puste. Znajdują się tam trzy relikwie Buddy, pozostałości po kremacji, przekazane w darze przez rząd Mjanmy, oraz Tripitaka.
Projekt i wykonanie posągu kosztowało 4,1 miliona dolarów, które zebrano od 300 000 anonimowych darczyńców odwiedzających klasztor.

## Adres klasztoru
- 170 Seorak-dong (1137 Seoraksan-ro), Sokcho-si, Gangwon-do, Korea Południowa

## Przypisy

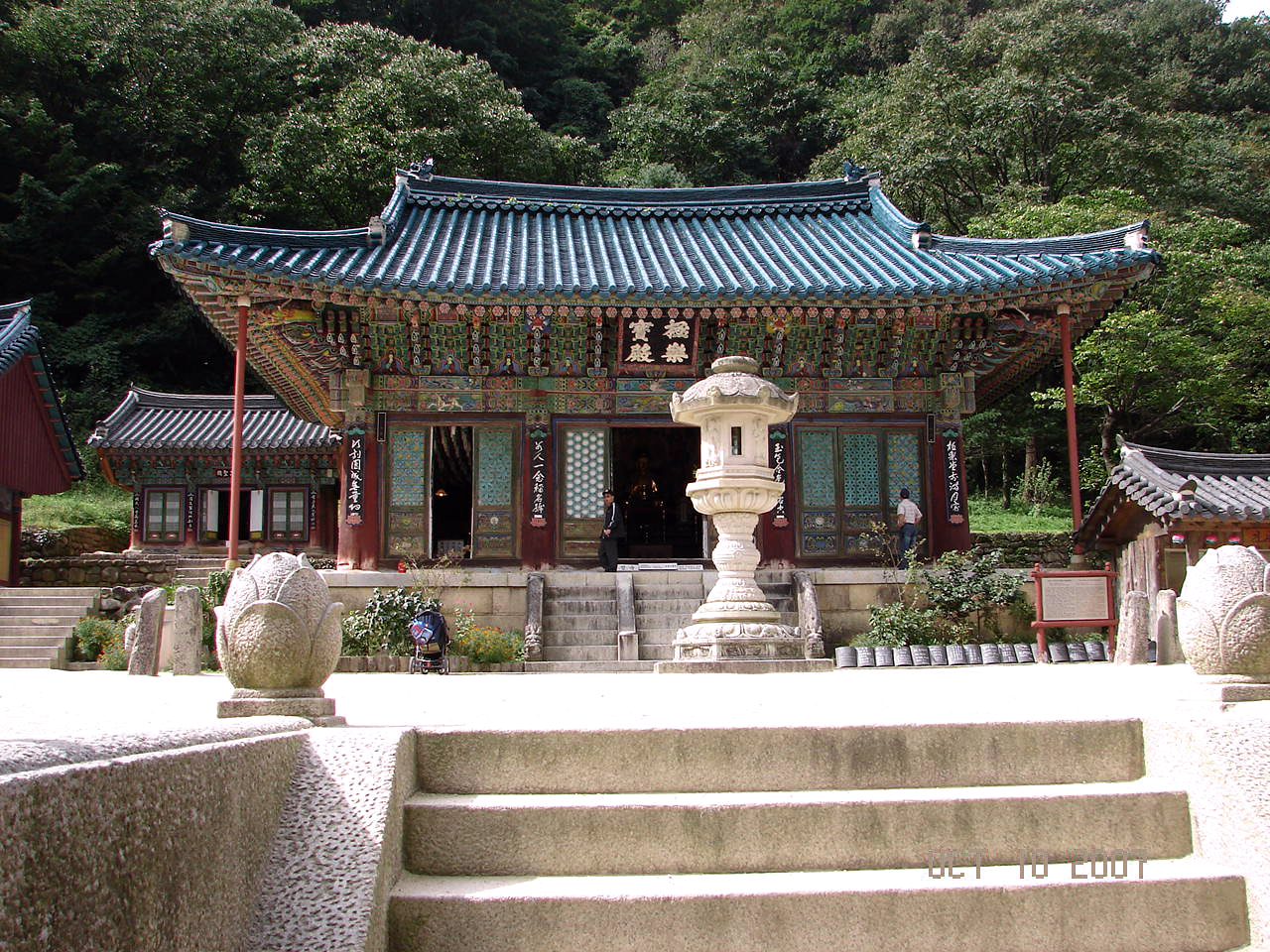
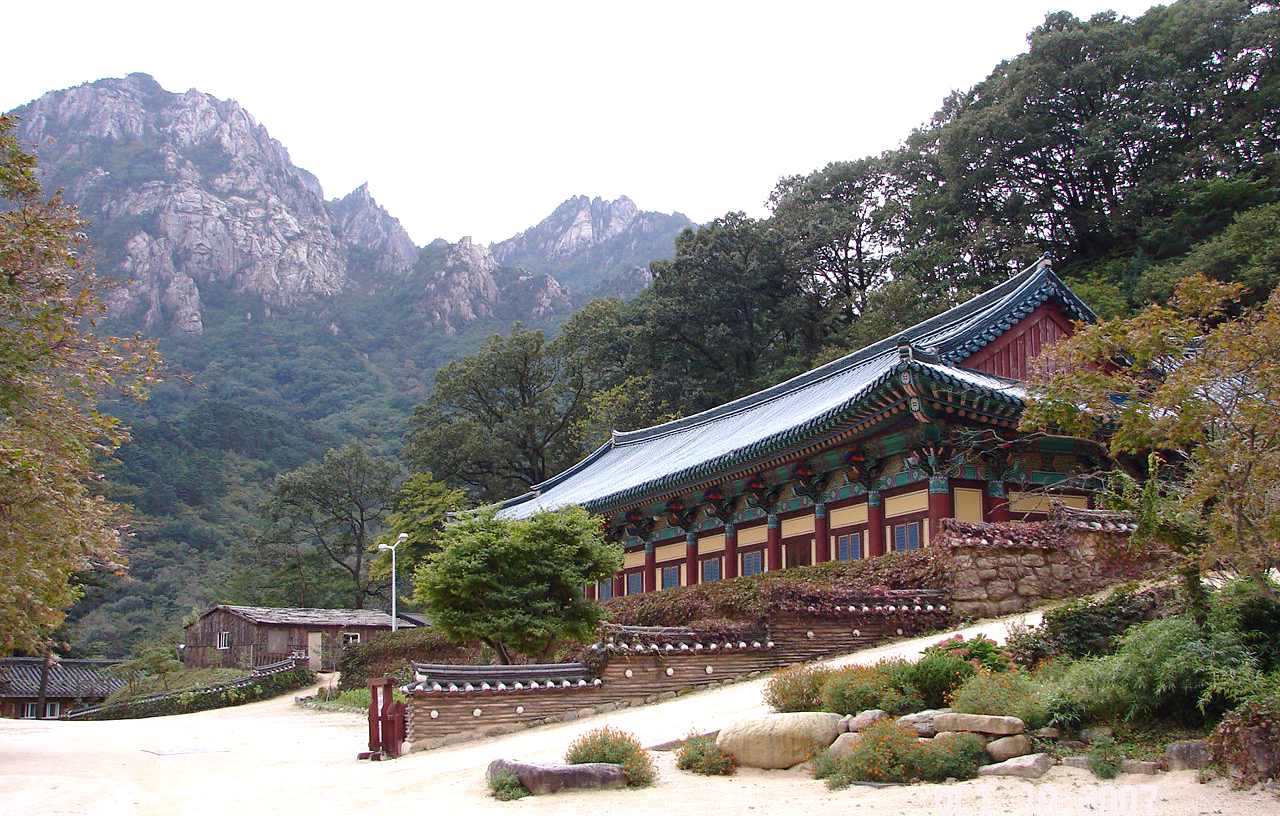
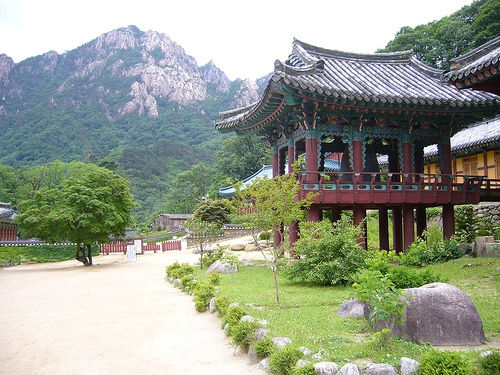
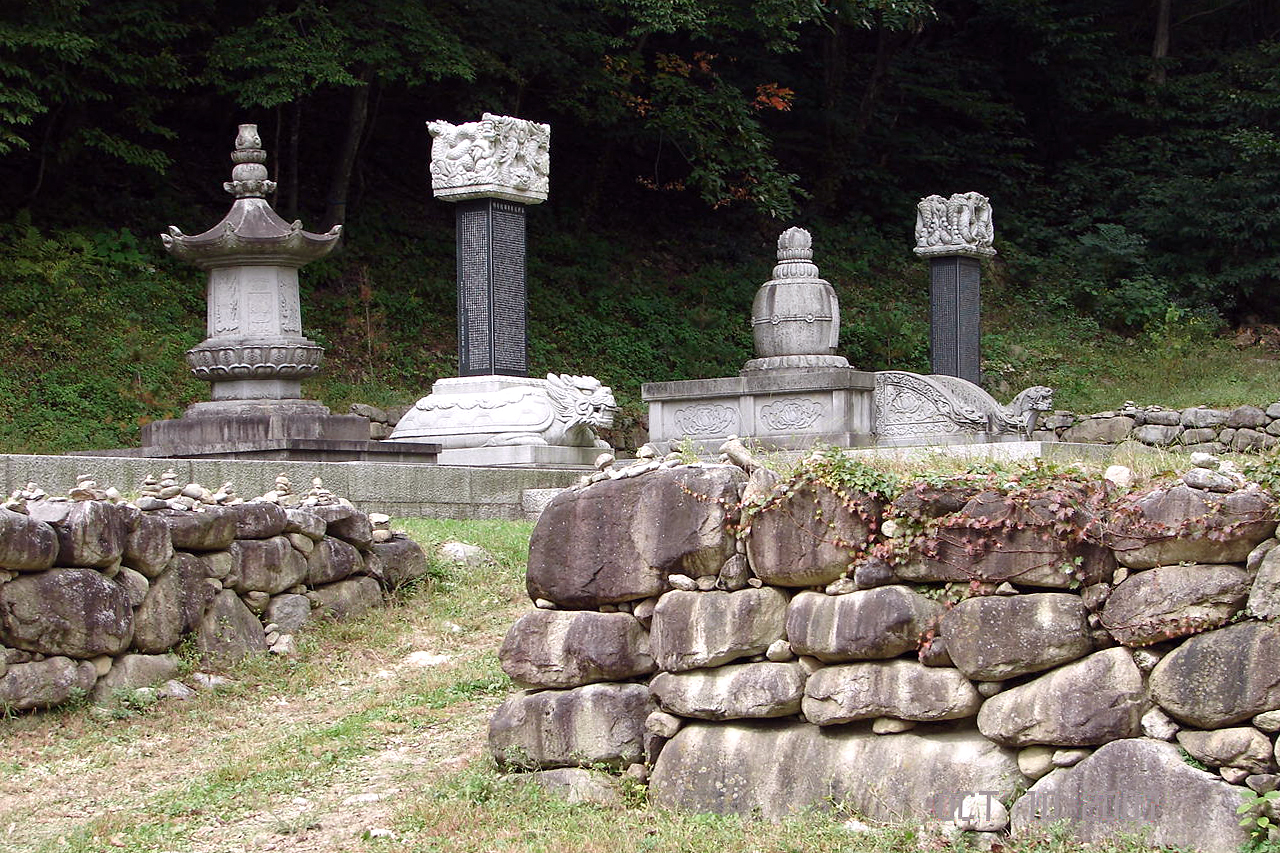
Stupy
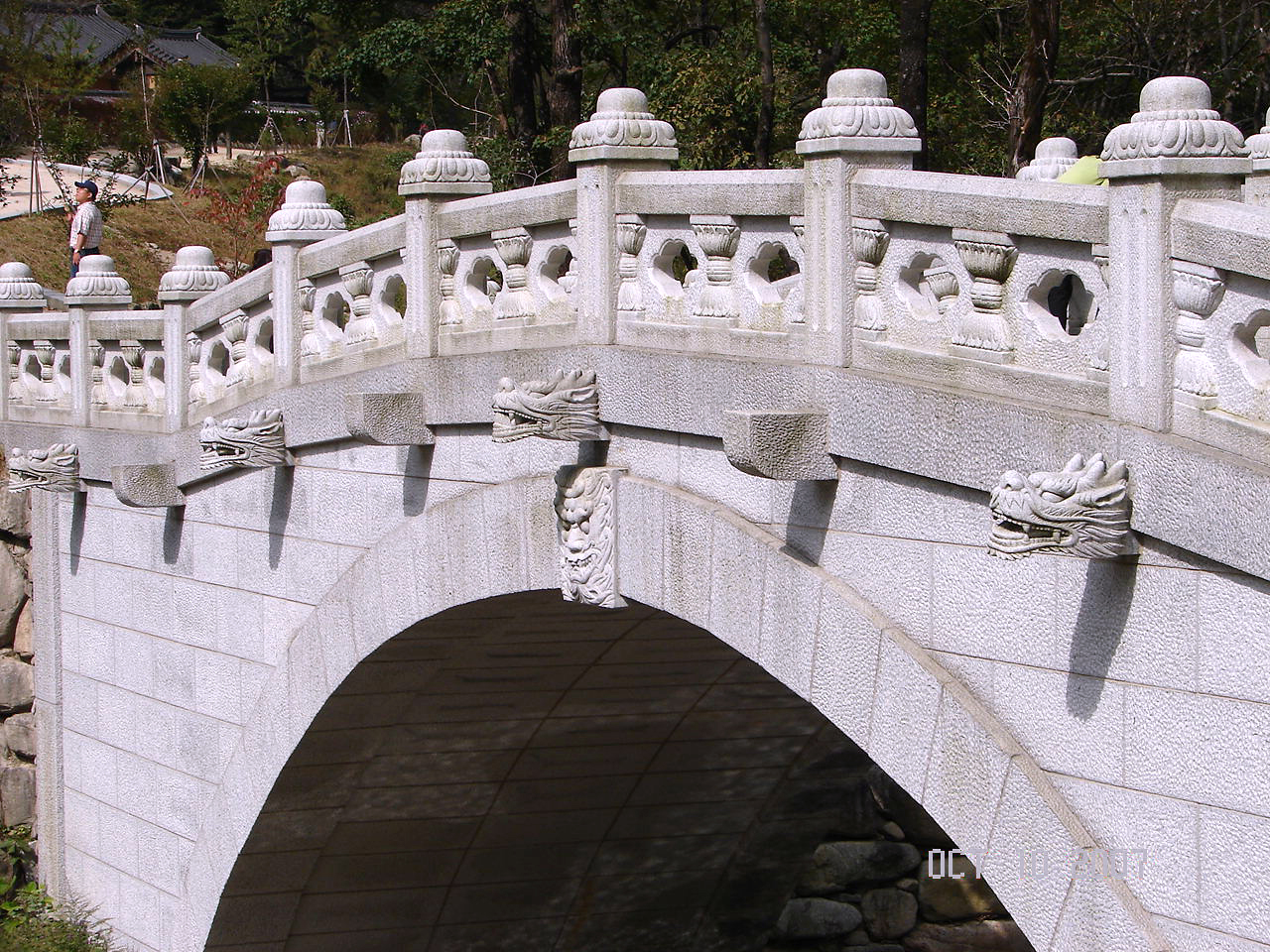
Most
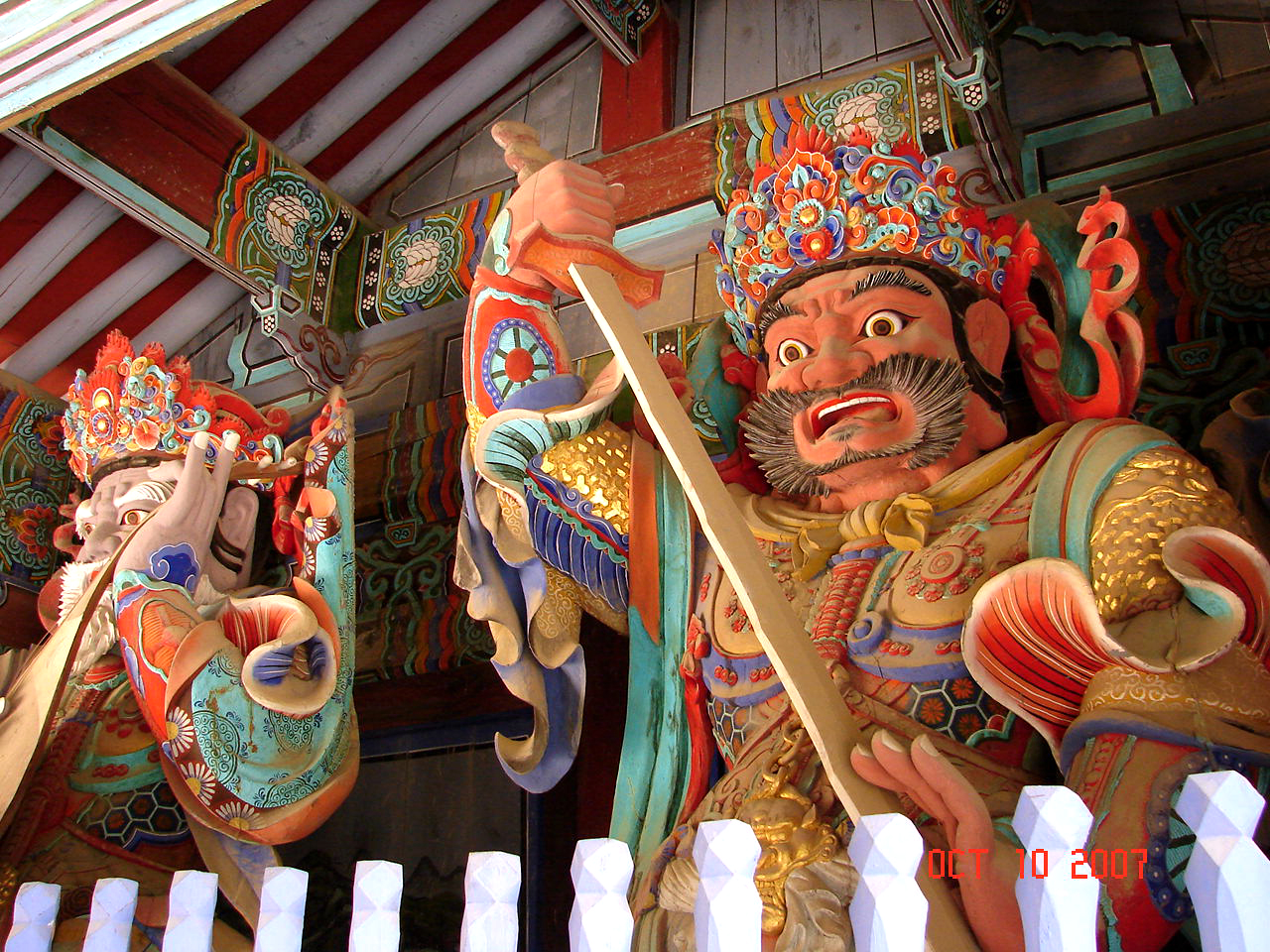
Strażnicy
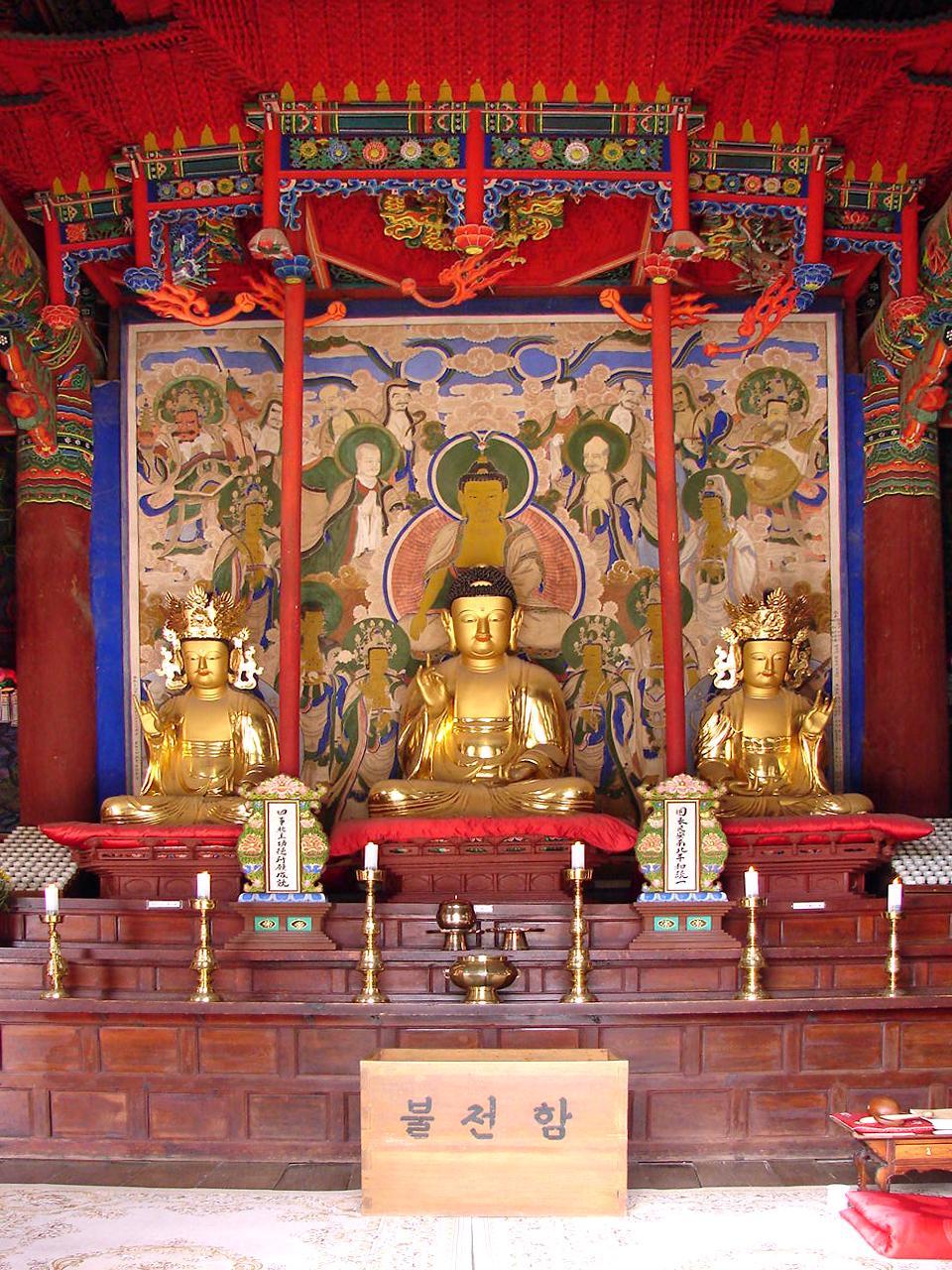
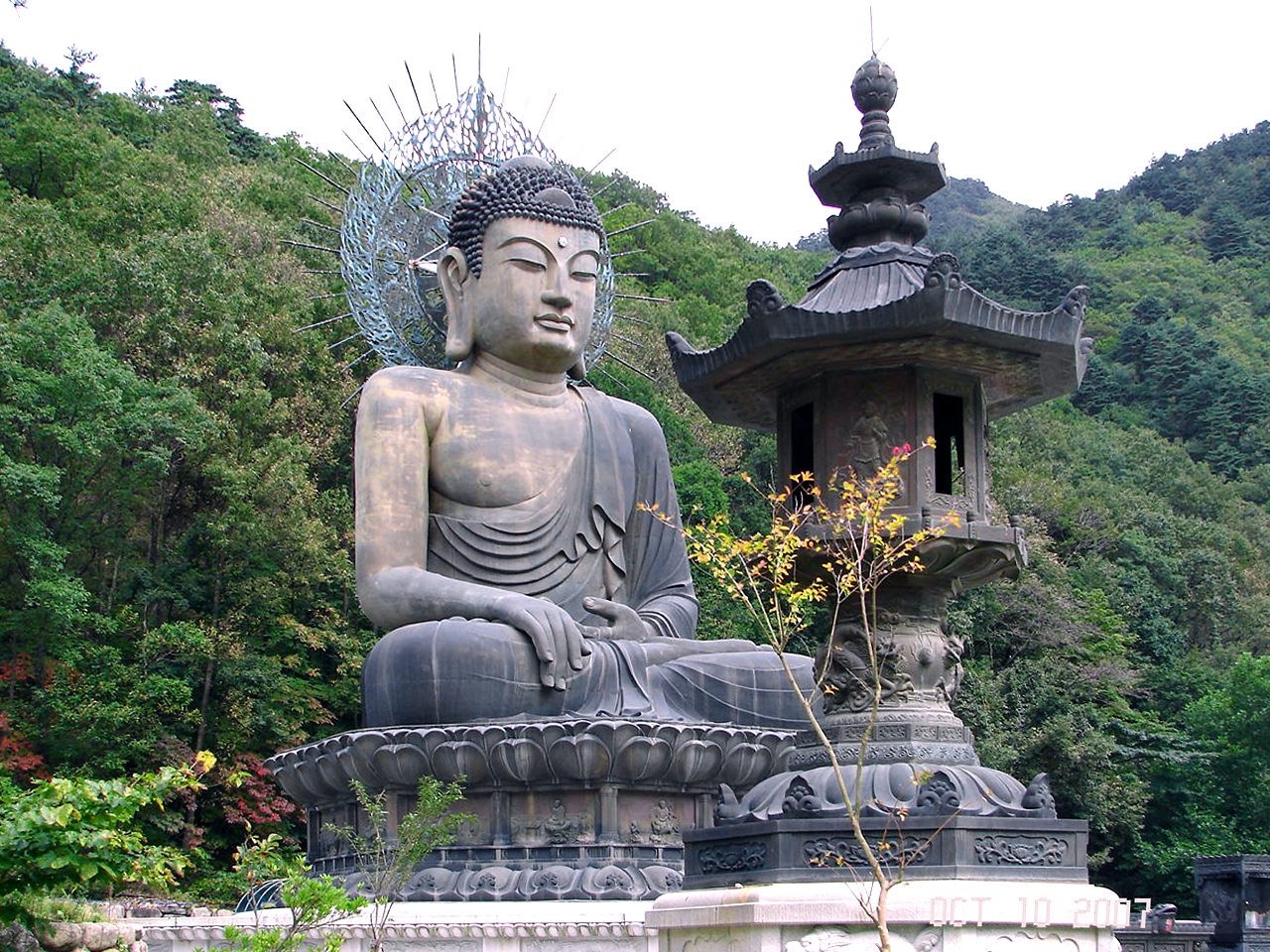
Wielki Budda Zjednoczenia
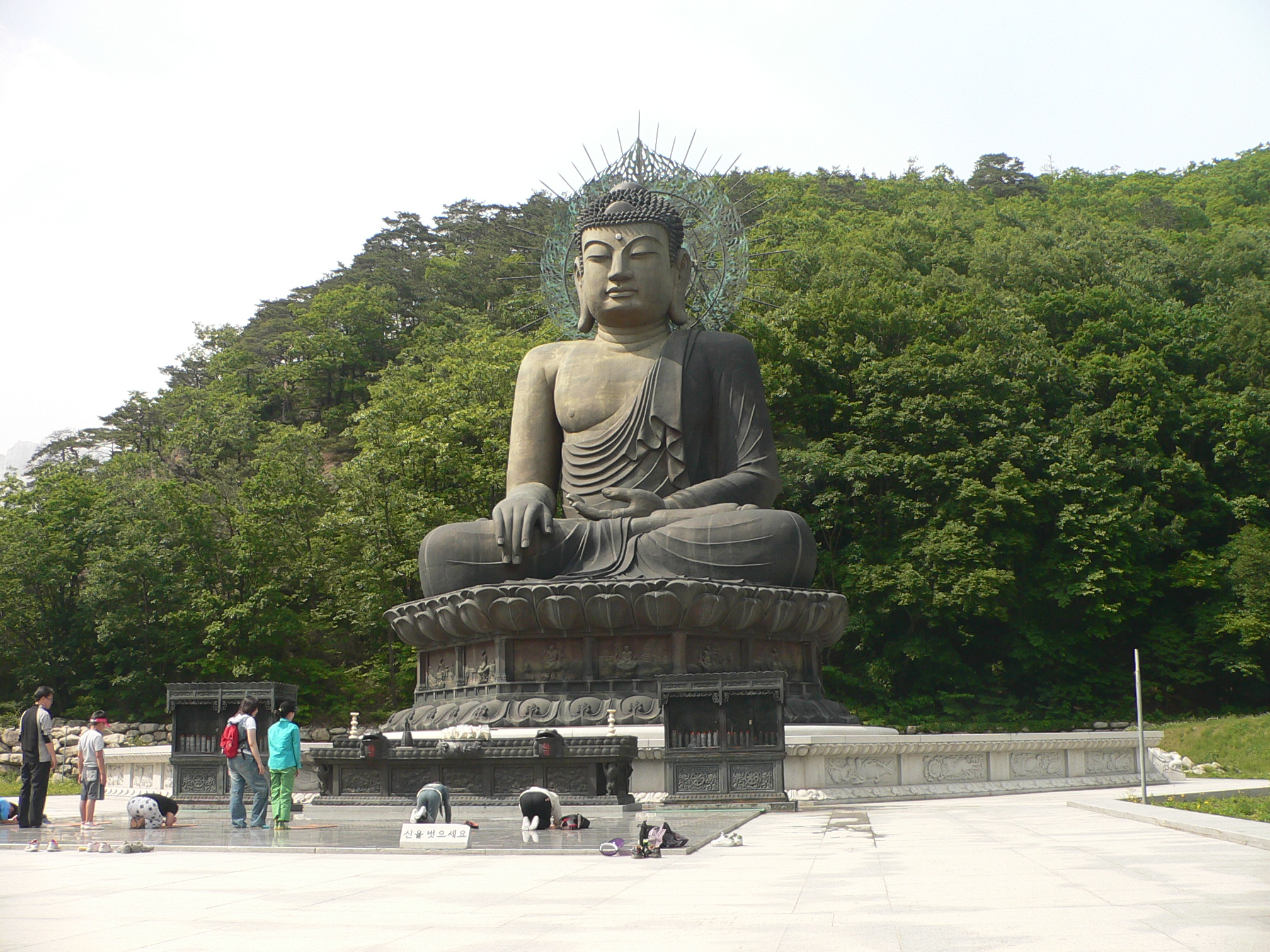
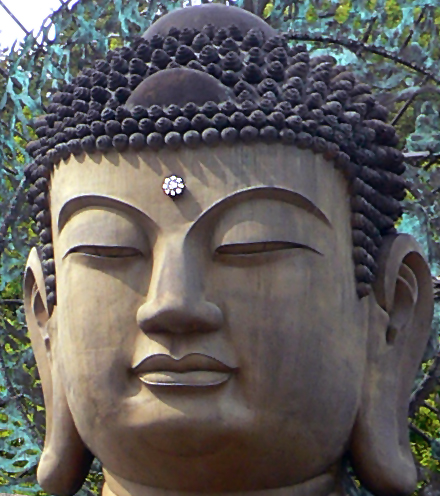